# Valentim (gnóstico)
Valentim ou Valentino (em latim: Valentinus; c. 100 - c. 160) foi por algum tempo o teólogo gnóstico do período do cristianismo primitivo de maior sucesso. De acordo com Tertuliano, Valentim foi candidato a bispo e iniciou o seu grupo quando outro candidato foi eleito.
Foi muito influente na comunidade Cristã, apesar de seus trabalhos e ideias terem sido considerados como apostasia por volta de 175, mas nunca foi considerado herético. Foi, até à sua morte, um membro respeitado na sua comunidade.
Valentim produziu uma grande variedade de obras literárias, mas apenas fragmentos sobreviveram, a maioria na forma de citações nas obras de seus oponentes, mas não o suficiente para reconstruir seu sistema exceto em grandes linhas. Além destes relatos, o pouco que se conhece da sua doutrina é conhecida de forma modificada e já desenvolvida nos trabalhos por seus discípulos. Ele ensinou que existem três tipos de pessoas: as espirituais, as físicas e as materiais; e que apenas aquelas com a natureza espiritual (seus próprios seguidores) receberiam a gnosis (conhecimento) que os permitiria retornar ao divino Pleroma, enquanto aqueles com a natureza psíquica (os demais cristãos) obteriam uma forma inferior de salvação, enquanto os de natureza material (pagãos e judeus) estavam condenados a perecer. O texto Tratado tripartite é um dos textos atribuídos aos seguidores de Valentim e que expõe essa divisão da humanidade.
Valentim tinha um grande grupo de seguidores, os Valentianos. Posteriormente, eles se dividiram em dois ramos: um oriental e outro ocidental (ou italiano). Os marcosianos pertencem ao ramo ocidental.

## Biografia
Segundo Epifânio, Valentim nasceu em Frebonis, no delta do Nilo e foi educado em Alexandria, uma metrópole importante no início do cristianismo. É possível que lá ele tenha ouvido o filósofo cristão Basilides e certamente se tornou fluente na filosofia helenista médio platônica e na cultura dos judeus helenizados, como o grande alegorista e filósofo judeu de Alexandria Fílon. Clemente de Alexandria relata que os seguidores de Valentim alegavam que ele fora aluno de Teudas, um pupilo de Paulo. Valentim dizia que Teudas o havia contado a sabedoria secreta que Paulo ensinara apenas ao seu círculo interno, referido publicamente quando ele falava sobre o seu encontro visionário com o Cristo ressuscitado (veja Romanos 16:25, I Coríntios 2:7, II Coríntios 12:2–4 e Atos 9:9–10) em que ele teria recebido este conhecimento secreto diretamente Dele. Estes ensinamentos esotéricos estavam em declínio em Roma após a segunda metade do século II[carece de fontes?].
Valentim ensinou primeiro em Alexandria e foi para Roma por volta de 136, durante o pontificado do Papa Higino e lá permaneceu até o pontificado do Papa Aniceto. Em sua obra Contra os Valentianos, Tertuliano diz:
| “ | Valentim esperava se tornar Bispo, pois ele era um homem habilidoso, tanto no intelecto quanto na eloquência. Indignado, porém, que um outro obteve a honra por causa de uma reivindicação que um confessor havia lhe feito, ele deixou a igreja da fé verdadeira. Assim como outros espíritos (incansáveis) que, quando atribulados pela ambição, são finalmente inflamados pelo desejo de vingança, ele se aplicou com todas as suas forças em exterminar a verdade; e encontrando a pista de uma certa opinião antiga, ele trilhou um caminho para si com a sutileza de uma serpente | ” |
|   | — Tertuliano, Contra os Valentianos]]. |   |

De acordo com a tradição relatada no final do século IV por Epifânio, ele se retirou para Chipre, onde continuou a ensinar e atrair seguidores. Ele morreu provavelmente por volta de 160 ou 161.
Enquanto estava vivo, Valentim tinha muitos discípulos e seu sistema era o mais difundido entre todas as formas de Gnosticismo, embora, como Tertuliano indicou, ele se desenvolveu em diversas versões, nem todas reconhecendo a dependência dele ("eles fazem questão de repudiar seu nome"). Entre os mais proeminentes discípulos de Valentim, que, porém, não seguia cegamente todas as visões do mestre, estava Bardesanes, invariavelmente ligado à Valentim nas referências mais recentes, assim como Heracleon, Ptolomeu e Marcus. Muitos dos escritos destes gnósticos e um grande número de trechos das obras de Valentim existiam apenas em citações nas obras de seus detratores, até que em 1945, um grande conjunto de obras descobertas na Biblioteca de Nag Hammadi revelaram uma versão copta do Evangelho da Verdade, que é o título do texto que, segundo Ireneu, era o mesmo que o "Evangelho de Valentim" mencionado por Tertuliano em Contra Todas as Heresias.

## As ideias de Valentim
A essência do pensamento Valentim é: A salvação está no autoconhecimento (a gnose). Com influências, nitidamente, neoplatônicas, desenvolveu uma complexa cosmogonia onde Deus, neste caso, Pai Inefável, está acima do Deus inferior, chamado de Demiurgo, o Pai invisível.
Este Inefável, segundo os Gnósticos, é apresentado como um ente amórfico sendo a combinação andrógina da Mente (ou Nous) e pensamento (ou Ennoia ou Epinoia) A Mente é o princípio masculino e o pensamento é o princípio feminino. Na versão Valentiana, o princípio masculino é chamado de Demiurgo e o feminino de Sophia.
O Inefável delegou ao Demiurgo o poder criador para que pudesse separar a Luz das Trevas. Já Sophia tem a Gnosis, que o Demiurgo não possui. Em resumo, Demiurgo criou a matéria e Sophia o espírito.
O Pleroma seria o grande palco desse jogo cósmico. O Demiurgo, com ciúme de Sophia, tenta subjugá-la e toma-lhe a Gnosis, mas Sophia cria o Pleroma e foge para lá. Na esperança de salvar os seus filhos (os espíritos) do julgo da matéria, envia uma parte da Gnosis, chamada Cristo.
Jesus Cristo, na visão gnóstica, é um ente que guia os seres para o abrigo da Pleroma, fugindo da escravidão da matéria através da reencarnação. Lembra um pouco a visão budista da libertação da matéria.
A obra de Valentim traz diversos elementos comuns às religiosidades mediterrânicas de seu entorno, em especial, mesclando elementos do Médio platonismo, dos escritos de Paulo de Tarso, das Religião de mistérios e do Setianismo.

## Principais obras
- O Evangelho da Verdade